# Reuben Phillips
Reuben Phillips (Providence (Kentucky), ? - San Juan (Puerto Rico), 13 februari 1974) was een Amerikaanse jazzsaxofonist, arrangeur en bigbandleider.

## Biografie
Phillips werkte vijf jaar als altsaxofonist bij Andy Kirk and his Clouds of Joy, Hierna speelde hij met Willis Jackson (1950) en vervolgens werkte hij samen met Josephine Baker en Louis Jordan (1951). Vanaf 1952 was Phillips een freelance-arrangeur, -musicus en bandleider in en rond New York. Hij arrangeerde voor onder meer Dinah Washington, LaVern Baker, Ruth Brown, Billy Ward, Earl Bostic en Arnett Cobb.
Hij speelde en nam op met Little Willie John (met name op Need Your Love So Bad), Gene Redd, Sammy Lowe, George Rhodes en Dud Bascomb. Later maakte hij opnames met Willis Jackson (1970) en Erskine Hawkins (1971).
Phillips nam begin jaren zestig twee albums op met zijn eigen bigband, de huisband van Apollo Theater op 125th Street in Harlem in de jaren zestig en zeventig.

## Discografie
Als leider:
- 1960: Manhattan...3:00 A.M. (Poplar 1003)
- 1961: Big band at the Apollo (Ascot 16004)

Als sideman:
- Andy Kirk, Live at the Apollo, 1944–47
- Louis Jordan And his orchestra, 1951
- Little Willie John, Need Your Love So Bad, 1955
- George Rhodes, Plays Porgy and Bess, 1958
- Willis Jackson, Recording session, 1970
- Erskine Hawkins, Live at Club Soul Sound, 1971

- Gemeinsame Normdatei: 1229832025
- International Standard Name Identifier: 0000 0000 3529 7829
- Library of Congress Control Number: n94116150
- MusicBrainz: cbaa29a3-af21-402e-ae5c-b5b2e5a5116e
- Virtual International Authority File: 26300446
- WorldCat: E39PBJcKPrm7XRMrPHfjybfyVC